# کلاه (فیلم ۱۹۶۲)
کلاه (تلفظ فرانسوی: [lə dulos]) یک فیلم سینمایی فرانسوی جنایی به نویسندگی و کارگردانی ژان-پیر ملویل محصول سال ۱۹۶۲ فرانسه با اقتباسی از رمانی به همین نام اثر پیر لسو می‌باشد. این اثر در زمان اکران با عنوان The Finger Man در کشورهای انگلیسی زبان منتشر شد، اما در همه نسخه‌های ویدیویی و دی‌وی‌دی از عنوان فرانسوی استفاده شده‌است.
داستان فیلم:ﻣﻮﺭﯾﺲ ﮐﻪ
ﺗﺎﺯﻩ ﺍﺯ ﺯﻧﺪﺍﻥ ﺁﺯﺍﺩ ﺷﺪﻩ ﻣﻘﺪﻣﺎﺕ ﺳﺮﻗﺘﻰ ﺭﺍ ﻓﺮﺍﻫﻢ ﻣﯽ ﺁﻭﺭﺩ .
ﺍﻭ ﺍﺑﺘﺪﺍ ﺍﻧﺘﻘﺎﻡ ﺩﻭﺳﺘﻰ ﻗﺪﯾﻤﻰ ﺭﺍ ﻣﯽﮔﯿﺮﺩ ﻭ ﺳﭙﺲ ﺍﺯ ﺩﻭﺳﺘﻰ
ﺟﺪﯾﺪ ﺗﻘﺎﺿﺎﻯ ﮐﻤﮏ ﻣﯽﮐﻨﺪ